# Украина Сейчас
«Украина Сейчас» — популярний новинний канал у Telegram, зосереджений на подіях в Україні, зокрема на війні з Росією. Канал швидко набув популярності серед української аудиторії. Важливість «Украина Сейчас» в інформаційному просторі України значно зросла з початком війни, ставши одним з ключових ресурсів для отримання новин в реальному часі. Згідно з даними УІМК, канал Украина Сейчас має певну політичну заангажованість та у компліментарному форматі висловлювалася щодо заяв Володимира Кличка.

## Історія та розвиток
Історія та розвиток «Украина Сейчас» у Telegram тісно пов'язані з динамікою соціальних і політичних подій в Україні. Заснований як відповідь на зростаючий попит на оперативну інформацію 28 жовтня 2018 року. Згідно статистики каналів, «Украина Сейчас» здобула першої популярності в період 2019-2020 року та отримала додатковий наплив підписників на початку пандемії COVID-19. Після початку повномасштабного вторгнення Росії в 2022 році канал пережив значне зростання аудиторії, ставши одним з основних джерел новин про події в країні та навколо неї.

## Зміст та тематика
Канал «Украина Сейчас» у Telegram висвітлює широкий спектр тем, зосереджуючись на актуальних подіях в Україні та відносинах із Росією. Він покриває широкий спектр новин, включаючи оновлення про військові дії, політичні заяви українських і міжнародних лідерів, а також дипломатичні розвитки. Канал також акцентує увагу на гуманітарних питаннях, включаючи вплив війни на цивільне населення, евакуацію та міжнародну гуманітарну допомогу. «Украина Сейчас» відображає різноманітність соціальних, культурних та економічних аспектів життя в Україні, підкреслюючи важливість інформації у відновленні та збереженні української культури та спадщини.

## Якість інформації
За результатами дослідження телеграм-каналів від УІМК, у даного каналу, як і більшості інших анонімних телеграм-каналів, є певні проблеми з якістю інформації.
|  | Репости інших інформаційних каналів повʼязані переважно з рекламою — зовнішньою чи власної мережі телеграм-каналів, відкритою чи прихованою («джинсою»). Як, наприклад, у випадку зі згадками каналу «arturpalatnyi» (політика Артура Палатного) трьома каналами з десяти («Украина Сейчас» — 10 згадок, «Инсайдер UA» — 5, «Украина Online» — 2). Вони публікували його тексти з посиланням на особистий телеграм-канал наприкінці без маркування посту як рекламного. Також варто акцентувати увагу на тому, що репости третього типу (репости інших інформаційних каналів) найчастіше сигналізують про проблеми з якістю подання інформації, адже слово надається не джерелу інформації, а іншому (часто анонімному) каналу. Це найбільш характерно для «Украина Сейчас», «Украина Online» та «Инсайдер UA». |

## Власники
Існує публікація «Раньше политики мерялись машинами, сейчас — каналами», потенційно від Вадима Інгерова, який може бути пов'язаний із мережею каналів, до якої входить і «Украина Сейчас». Окрім того, є імовірний зв'язок із каналом «Киев Сейчас», який згадується разом з «Украина Сейчас» у рекламній публікації «Чесно про Telegram. 5 відповідей на питання від творця найбільшої мережі Telegram-каналів в Україні», а також публікація «Як створюють Telegram-канали та як розрізнити, які з них гідні довіри, а які — ні», в якій вже напряму вказується авторство телеграм-каналу Вадимом Інгеровим.